# 明治六年政変

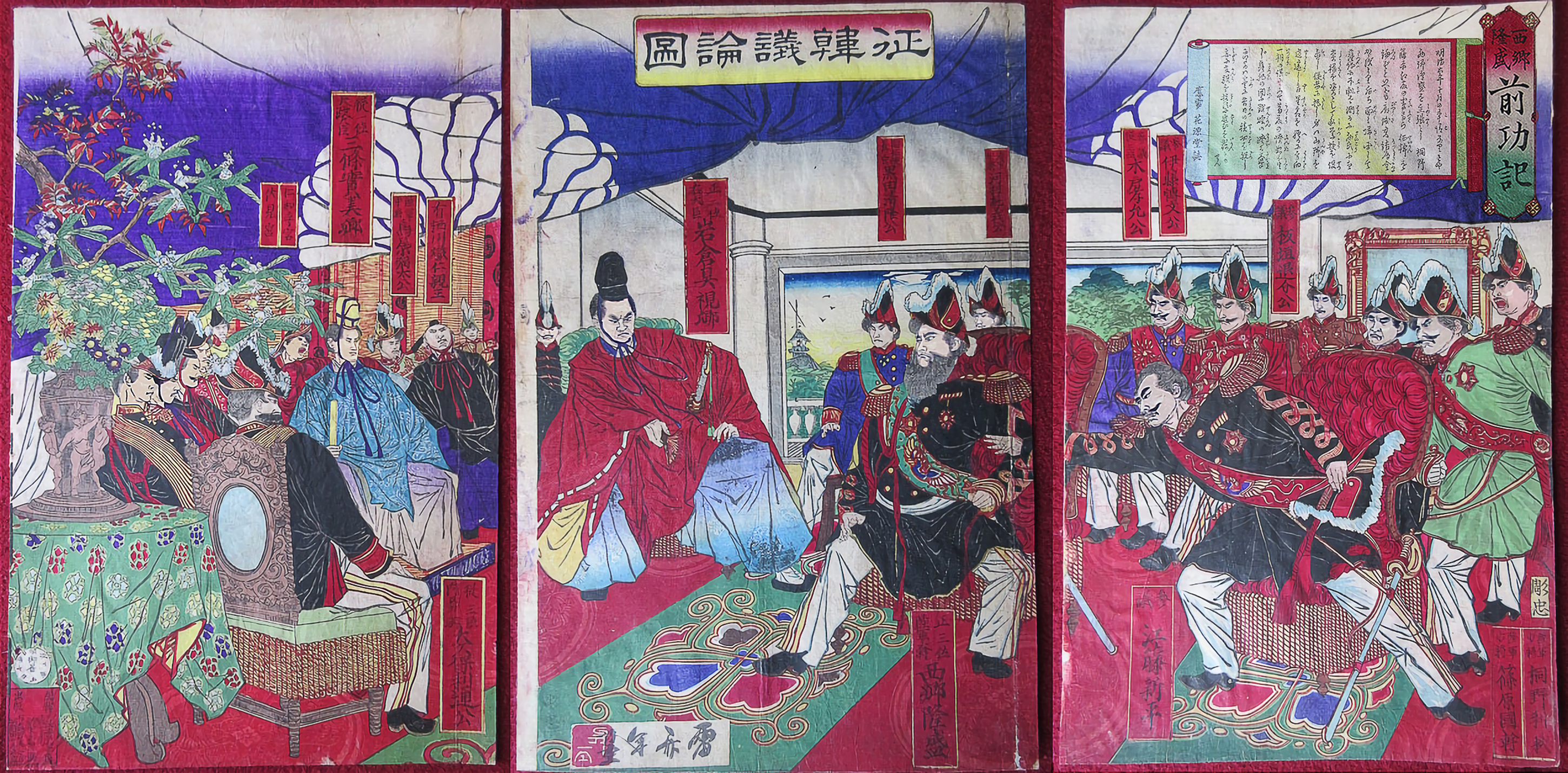
西郷隆盛の生涯を描いた錦絵『西郷隆盛前功記』の「征韓議論図」

明治六年政変（めいじろくねんせいへん）は、明治6年（1873年）に発生した政変。西郷隆盛をはじめとする参議の半数が辞職したのみならず、軍人、官僚約600人が職を辞することとなった。直接の原因が征韓論にあったため、征韓論政変（せいかんろんせいへん）とも言う。

## 背景

### 日朝関係の断絶と緊張
明治維新により王政復古した日本は、明治元年（1868年）対馬藩を通じて李氏朝鮮に対してその旨を伝える使節を派遣した。しかし、従来天皇の臣下である江戸幕府将軍と対等の関係にあった朝鮮政府を格下と見る風潮があり、この国書には従来の江戸幕府との国書になかった「勅」「皇」の文字が入っていた。このため朝鮮側はこの国書を受け取らなかった。その後交わされた国書では勅の文字は使用されなかったが、明治4年（1871年）に朝鮮の宗主国である清と対等な関係である日清修好条規を締結したことにより再び上下関係を明確化させようとする動きが強まり、「天子」の文字が入った国書が送られたことで日朝関係は断絶状態となった（書契問題）。
また当時の朝鮮において、興宣大院君が政権を掌握して儒教の復興と攘夷を国是とする政策を採り始めたため、これを理由に日本との関係を断絶するべきとの意見が出されるようになった。

### 留守政府の成立

左から木戸孝允、山口尚芳、岩倉具視、伊藤博文、大久保利通

明治維新後、政府は度々改造が行われていた。廃藩置県後の明治4年（1871年）8月には、太政官の構成を正院・左院・右院とする三院制度が開始された。正院は太政大臣である三条実美が天皇を輔弼し、参議がそれに参与するというものであった。このとき参議となったのは西郷隆盛・木戸孝允・板垣退助・大隈重信であり、大久保利通は大蔵省のトップとなっていたが、大蔵省内部の官僚や木戸ら有力者との軋轢を抱えていた。9月12日、木戸派の大蔵大輔井上馨が大久保の洋行を提案し、大久保のみならず大納言岩倉具視(洋行直前に大納言から右大臣に昇進)や木戸といった実力者を加えた大使節団の派遣へと展開していった。11月7日、木戸らと留守政府の代表は洋行中に「大規模な内政改革は行わないこと」などを取り決めた12ヶ条の約定を取り交わした。11月9日の会議では、板垣が朝鮮に使節を送って開国を促し応じなければ戦争に訴えるべきと主張したが、朝鮮問題には手を付けないことなどが合意された。岩倉を代表とし、木戸・大久保・伊藤博文らも加わった使節団は11月11日に出国した。
留守政府の構成
- 三条実美
（太政大臣）
- 西郷隆盛
（参議）
- 板垣退助
（参議）
- 江藤新平
（参議）
- 大隈重信
（参議）

### 留守政府の政策
大きな改革を行わないという合意は行われたものの、留守政府の各省庁はそれぞれ大規模な改革を主張し、政策を進展させていった。学制、秩禄処分などの大改革は留守政府の期間に決定されたものである。また11月には宮古島島民遭難事件が発生し、台湾征討を主張する声が高まった。折から士族の新政府に対する不満が高まっており、士族で構成された軍、そして西郷隆盛を中心とする薩摩藩派も征討を主張していた。木戸派の井上馨らを中心とする大蔵省が内治優先を主張し強く反対したことで出兵は行われず、外務卿副島種臣を清に派遣して交渉を行わせることとなった。

## 政変の経緯

### 留守政府の権力構造変化
明治6年（1873年）になると、予算を巡って大蔵省とその他官庁の軋轢がますます強くなった。あまりの混乱に、1月19日には木戸・大久保に対して早期帰国の命令が下った。4月、井上は正院を改革して大蔵省の権力を強めようと目論んだ。しかし4月19日に新たな参議となったのは、司法卿江藤新平・文部卿大木喬任・左院議長後藤象二郎という反大蔵省の人物ばかりだった。井上は参議となれなかっただけでなく、各省の権限が正院に移されたことで大蔵省の権力はかえって弱まった。これを受けて、井上とその腹心渋沢栄一は大蔵省を辞任した。また従来木戸派であった大隈重信が留守政府に接近し、陸軍で木戸派を代表していた山縣有朋が一時失脚したことで、木戸派が中央政界に与える影響力は著しく減退した。
しかし留守政府派といっても反大蔵省以外の結束理由があったわけではなく、また病気がちの西郷隆盛も青山の別荘に籠もりきりで、各参議はそれぞれ勝手な行動を行う状況だった。大久保は5月29日に帰国したが、留守政府に不満を持っていたため意図的に復帰せず、岩倉の帰国まで様子見に徹し国内の視察旅行に出かけている。

### 西郷の朝鮮使節派遣案
5月31日、釜山に設置されていた大日本公館代表広津弘信より、朝鮮政府が日本人の密貿易を取り締まる布告の中で、日本に対する無礼な字があったと報告した。参議・板垣退助は居留民保護を理由に派兵し、その上で使節を派遣することを主張した。西郷隆盛は派兵に反対し、自身が大使として赴くと主張した。西郷の意見には後藤象二郎、江藤新平らが賛成した。太政大臣三条実美は、丸腰では危険であり兵を同行するべきとしたが、西郷は拒絶した。ただし決定は清に出張中の副島の帰国を待って行うこととなった。清から帰国した副島は、西郷の主張に賛成はしたが西郷ではなく自らが赴く事を主張した。7月23日、木戸が帰国したが留守政府の現状に激怒し、大久保同様政府への復帰をボイコットし、政府打倒を目指して裏面で活動を行っていた。また征韓論に対して、木戸は「朝鮮の我が交款を受けざる其無礼なる固り兵を挙げて伐つへし」としながらも、「力を養ふより先なるはなし」という意見書を提出している。
7月末より西郷は三条に遣使を強く要求したが、三条は西郷が必ず殺害されると見ていたためこれを許そうとはしなかった。西郷は7月29日の板垣宛書簡で、軍隊より先に使節を出せば朝鮮から「暴挙」「暴殺」に出るから「討つべきの名」が立つ、だから自分が使節になると主張した。8月14日の板垣宛書簡でも、先に使節を出すやり方で「はめ込」めば「必ず戦うべき機会」になる、だから西郷を死なせては可哀そうなどと思わないでほしいと述べた。8月17日の板垣宛書簡でも、「朝鮮が使者を暴殺するに違いないから、そうなれば天下の人は朝鮮を『討つべきの罪』を知ることができ、いよいよ戦いに持ち込むことができる」と述べたように、自らが殺害されることも織り込み済みであった。西郷が遣使を強硬に主張した理由について、西郷自身は「内乱を冀う心を外に移して、国を起こすの遠略」と述べている。参議大隈重信は、政治的に手詰まりになり旧主島津久光からも叱責されたことで失望落胆していた西郷が、征韓論の盛り上がりを見て朝鮮宮廷で殺害されることを最後の花道として望んだ、自殺願望ではないかと推測している。この頃西郷は中性脂肪やコレステロールの増加による脂質異常症が悪化し、明治天皇が派遣した医師テオドール・ホフマンの指示で下剤を服用していた。しかしこれは西郷の心身を衰弱させ、外出や閣議出席も控える状態となり、西郷自身も不治の病ではないかと考えていた。
一方で、高島鞆之助が「西郷を殺してまで朝鮮のカタをつけなければならぬことはない」と回想したように、朝鮮問題がそこまで大きな問題と考えられていたわけではなく、朝鮮と戦争になれば宗主国の清との戦争になる危険もあったが、西郷はこれに対して何ら発言を残していない。また副島が対応していた宮古島島民遭難事件や樺太出兵問題なども並行して起こっていた情勢であった。さらに大物である西郷を失うことになる遣使に反対する声は、西郷に近い薩摩派の中にすらあった。
8月16日、西郷は三条の元を訪れ、岩倉の帰国前に遣使だけは承認するべきと強く要請した。このため翌8月17日の閣議で西郷の遣使は決定されたが、詳細については決まっていなかった。三条は箱根で静養中の明治天皇の元を訪れ決定を奏上したが、「岩倉の帰国を待ってから熟議するべき」という回答が下された。明治天皇は当時20歳そこそこであり、内藤一成は三条の意見をなぞったものに過ぎないと見ている。

### 岩倉の帰国による巻き返し
9月13日、岩倉が帰国し、三条とともに木戸・大久保の復帰に向けて運動を開始した。岩倉は帰国早々「専ら国政を整え民力を厚すべき」という質問書を各参議に送っており、内治優先の考えを持っていた。また西郷遣使についても即時に行われることではないと主張している。しかし木戸は9月16日から病気となり、参議復帰を拒んだ。木戸は伊藤博文とともに新任参議の罷免を求め、大隈もこれに賛同したが、三条と岩倉はこれは困難であると見ていた。
朝鮮問題の討議は木戸・大久保の復帰問題が片付いてからということになり、岩倉復帰後も討議は行われなかった。西郷は事態が進展しないことに苛立ち、自殺をほのめかして三条に圧力をかけている。三条は海軍大輔勝安芳の軍備が整っていないという意見をあげ、岩倉とともに遣使の延期方針を合意した。
伊藤の奔走により大久保は10月12日に参議に復帰したものの、木戸は閣議への復帰に応じなかった。大久保は厳しい財政状況の中で戦端を開くのは困難であり、まずは国力を充実させるべきと考えており、維新前からの盟友である西郷と対決する意志を固め、子供たちに当てた遺書を残している。同日、征韓派の副島種臣も参議に復帰している。10月14日、岩倉は閣議の席で遣使の延期を主張した。板垣・江藤・後藤・副島らは遣使の延期については同意していたものの、西郷は即時派遣を主張した。このため15日の閣議では、板垣・江藤・後藤・副島らは西郷を支持し、即時遣使を要求した。決定は太政大臣の三条と右大臣の岩倉に一任されたが、三条はここで西郷の派遣自体は認める決定を行った。しかし期日等詳細は依然として定まっておらず、単に8月17日の決定を再確認したもののにとどまった。三条は自ら軍事権を握ることで、「軍備が整っていない」ことを口実に西郷の派遣を遅らせる考えを持っていたが、これを「変説」と受け取った岩倉・大久保・木戸は反発した。
明治6年政変時における征韓派
- 西郷隆盛
（参議・陸軍大将）
- 江藤新平
（参議・司法卿）
- 板垣退助
（参議）
- 後藤象二郎
（参議・左院議長）
- 副島種臣
（参議・外務卿）

征韓派を除く正院の構成員
- 三条実美
（太政大臣）
- 岩倉具視
（右大臣[注釈 3]）
- 木戸孝允
（参議[注釈 4]）
- 大久保利通
（参議・大蔵卿）
- 大隈重信
（参議）
- 大木喬任
（参議・文部卿）

### 三条の発病と岩倉の太政大臣摂行就任
10月16日、岩倉は三条の元を訪れ決断の変更を求めたが、三条は受け入れなかった。しかし対朝鮮戦争が考えられる以上、もう一度閣議を行う必要があるということで10月17日に行うことで合意した。しかし17日に岩倉・大久保・木戸が辞表を提出したことで、閣議は行われなかった。三条は大木喬任とともに岩倉邸を訪れて10月18日の閣議に出席するように説得したが、岩倉は受け入れず両者は決裂した。夜になって三条は自邸に西郷を呼び、決定の変更を示唆したが西郷はこれに反発していた。
10月18日、三条は病に倒れた。三条は胸の痛みを訴えており、狭心症、心筋梗塞、脚気衝心のいずれかではないかと見られている。三条は「国事ヲ誤ラントスルニ至ル」「（その罪は）死シテナオ余リアリ」と岩倉に書簡を出し、辞意を伝えている。10月19日、副島・江藤・後藤・大木の4人で行われた閣議は岩倉を太政大臣摂行（代理）とすることを徳大寺実則に要望し、明治天皇に奏上された。また反征韓派に対する配慮として、もう一度閣議を行う方針を決めている。副島らは閣議の決定を早く上奏させるために、岩倉を代理に就任させようとしたと見られている。
しかし大久保は挽回のための「秘策」を見出した。黒田清隆を通じて宮内少輔吉井友実に働きかけ、明治天皇が三条邸への見舞いを行った後に岩倉邸に行幸させ、岩倉への太政大臣摂行就任を命じさせるというものだった。10月20日、明治天皇の行幸は実行され、岩倉は太政大臣摂行に就任した。佐々木克は、明治天皇が岩倉邸訪問によって三条発病の経緯と遣使によって西郷に危害が及ぶ可能性を深く知った上で岩倉の懸念を共有し、また岩倉も明治天皇の意思を確認できたとしている。10月22日、西郷・板垣・副島・江藤の四参議が岩倉邸を訪問し、明日にも遣使を発令するべきであると主張した。しかし岩倉は、自らが太政大臣摂行となっているから三条の意見ではなく自分の意見を奏上するとして引かなかった。四参議は「致シ方ナシ」として退去した。

### 西郷らの辞任
岩倉は10月23日に参内し、決定の経緯と閣議による決定と自分の意見を述べた上で、明治天皇の聖断で遣使を決めると奏上した。岩倉と大久保らは宮中工作を行っており、西郷ら征韓派が参内して意見を述べることはできなかった。しかし天皇は重大事であるから明日回答すると返答し、岩倉は不安に陥っている。この日、西郷は参議などを含む官職からの辞表を提出し、帰郷の途についた。10月24日、岩倉による派遣延期の意見が通った。西郷の辞表は受理され、参議と近衛都督を辞職した。しかし西郷の陸軍大将については却下され、大久保・木戸らの辞表も却下されている。24日には板垣・江藤・後藤・副島らが辞表を提出し、25日に受理された。更に西郷・板垣・後藤に近い政治家・官僚・軍人600名余りも辞職した。辞職し帰郷した士官は西郷派が100名、土佐藩出身者が40名にのぼる。特に近衛の将兵が大量に離脱したため、事実上解体に追い込まれた。
前島密は以下のように回想している「『五年前西郷が東京を去るの日、（大久保）公は之を留めんと欲せしや。また手段の出づる所なかりしや。しかして別時に臨み相語りしことなかりしや』と問いしに、大久保之に答えて曰く『予が西郷と分るるに臨み、別に言う所なく、また争うの事もなかりき。彼はただ「何でもイヤダ」と云いしを以て、予も「然らば勝手にせよ」と言いたる位の物別れなり。彼は予の畏友なり。また信友なり。故に私情に於てもまた相離隔するを欲せず。これを以て予は力を盡してその西郷を止めたり。しかして彼唯イヤダの一言を以て一貫し去り、遂に去年の惨劇（西南戦争）を演出せるは誠に残念至極なり。アア西郷が当年イヤダの一言、今なお予をしてまたイヤダの威を抱かしむ。片言といえどもイヤナ言もあるものかな」。

## 影響

### 政府の再編成

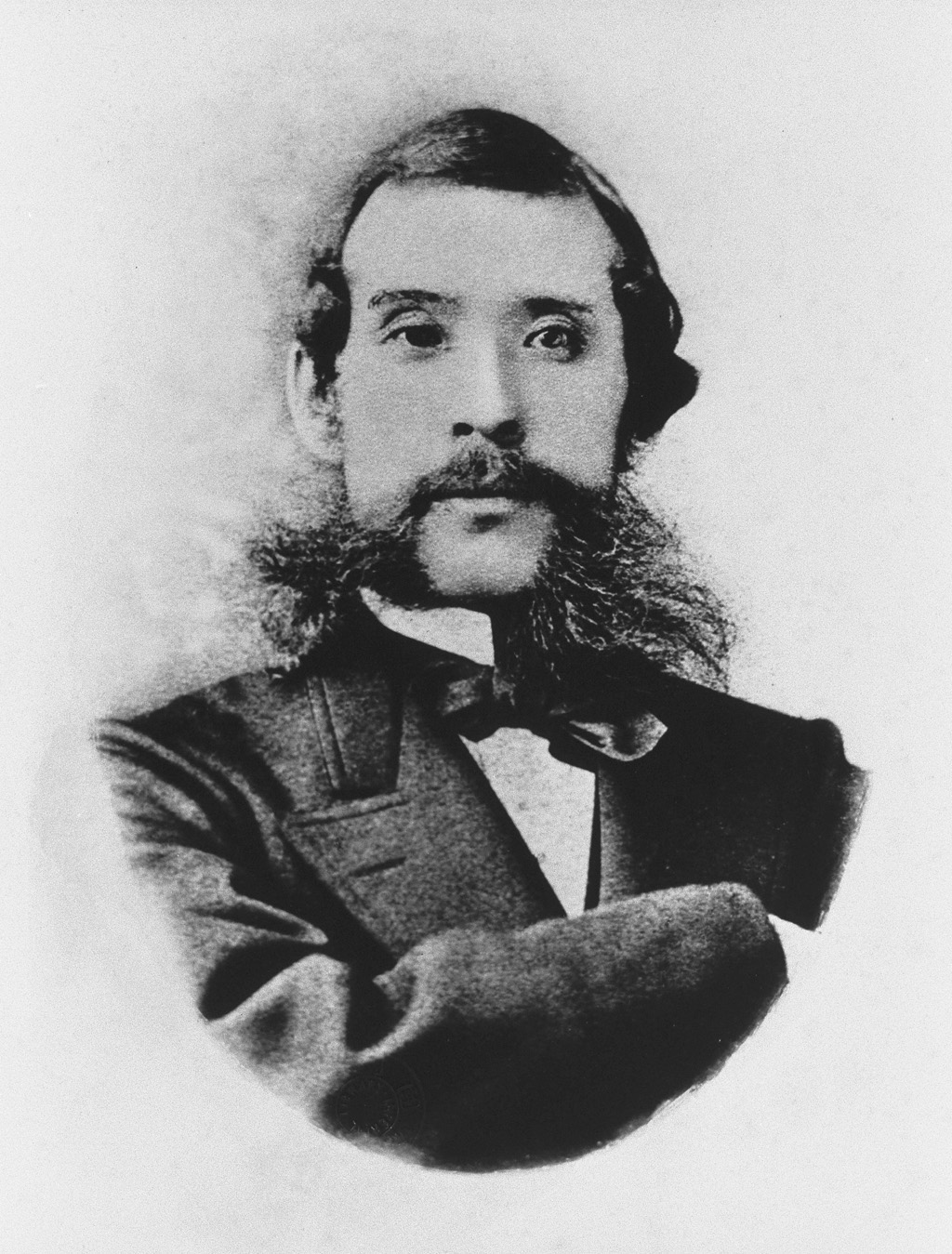
明治11年（1878年）頃の大久保利通

参議の大半を失った政府は再編成を余儀なくされた。10月24日、大久保は各省の卿が参議を兼任するべきと主張し、10月25日には外務卿寺島宗則と工部卿伊藤博文と海軍卿勝安芳が参議となり、大木喬任は司法卿を兼ねた。これは大久保の進言を岩倉が受け入れたためである。しかし木戸は大蔵卿を兼ねるようにという岩倉の要請を、病気を理由に拒絶している。また三条は静養後、一旦太政大臣を辞職してから政府に復帰することを求めていたが許されず、12月25日には辞表も却下され、太政大臣の職務に復帰している。
大久保は「立憲政体に関する意見書」を提出し、将来の政府構想を語っている。また強大な権限を持つ官庁内務省を設置し、自ら内務卿となることで、強い権力を握ることとなる。一方で木戸は病気が悪化しつつあり、指導力を示せなくなりつつあった。このため政変の中で伊藤博文が見せた動きは長州閥内でも評価され、次代の実力者として認められるようになる。また、木戸が西郷と親しかった山縣の参議就任に難色を示す一方で、大久保が山縣を参議に就任させ軍の混乱を決着させる政治力を見た伊藤は、次第に木戸から離反して大久保に接近し、大久保による専制が確立していくことになる。
明治7年(1874年)、台湾出兵に反対した木戸は政府を去ることとなる。その後、明治8年（1875年）の大阪会議で木戸・板垣退助の参議復帰が合意されたがまもなく決裂し、明治11年（1878年）5月14日の紀尾井坂の変まで大久保主導の政治運営が続くことになる。
また大久保と西郷の決裂は藩閥の分裂をもたらした。政変で敗れた西郷隆盛・江藤新平は後に士族反乱を起こし、板垣退助は一時復帰したものの自由民権運動の元に政府の敵対者となる。

### 朝鮮との再交渉と「九月協定」
朝鮮との国交問題そのものは依然未解決だった。伊地知正治のように征韓派でも政府に残留した者がいた。また天皇の勅裁では朝鮮遣使について「中止」ではなく「延期」としており、その理由も当時もっとも紛糾していたロシアとの問題のみを理由として掲げていた。つまりロシアとの国境問題が解決した場合、改めて朝鮮への遣使が行われるという解釈も成立する余地があった。そして千島樺太交換条約の締結によって、政府に残留した征韓派は今度こそ朝鮮遣使の実現を、という意見を上げ始めたのである。
ところが、台湾出兵の発生と大院君の失脚によって征韓を視野に入れた朝鮮遣使論は下火となった。代わりに純粋な外交による国交回復のための特使として、外務省の担当官であった森山茂（後に外務少丞）が倭館に派遣され、朝鮮政府代表との交渉が行われることになった。1874年9月に開始された交渉は、一旦は実務レベルの関係を回復し、然るべき後に正式な国交を回復する交渉を行うという基本方針で合意（「九月協定」）し、一旦両国政府から方針の了承を得た後で細部の交渉をまとめるというものであった。
しかし、日本側が一旦帰国した森山からの報告を受けた後に、大阪会議や佐賀の乱への対応で朝鮮問題が後回しにされて「九月協定」への了承を先延ばしにしているうちに、朝鮮では大院君側が巻き返しを図り再び攘夷論が巻き起こったのである。このため、明治8年(1875年)2月から始められた細部を詰めるための2次交渉は全く噛み合わない物になってしまった。しかも交渉は双方の首都から離れた倭館のある釜山で開かれ、相手側政府の状況は勿論、担当者が自国政府の状況も十分把握できない状況下で交渉が行われたため、相互ともに相手側が「九月協定」の合意内容を破ったと非難を始めて、6月には決裂した。
一方、日本政府と国内世論は士族反乱や立憲制確立を巡る議論に注目が移り、かつての征韓派も朝鮮問題への関心を失いつつあった。このため8月27日に森山特使に引上げを命じ、当面様子見することが決定した。その直後に江華島事件が発生、その結果日朝修好条規を締結することになる。

### 天皇と政府の関係
またこれにより、天皇の意思が政府の正式決定に勝るという前例が出来てしまった。これの危険な点は、例えば天皇に取り入った者が天皇の名を借りて実状にそぐわない法令を出してもそのまま施行されてしまうというように、天皇を個人的に手に入れた者が政策を決定できるところにある。そして西南戦争直後に形成された侍補を中心とする宮中保守派の台頭が、その懸念を現実のものとした。その危険性に気づいた伊藤博文らは大日本帝国憲法制定時に天皇の神格化を図り、「神棚に祭る」ことで第三者が容易に関与できないようにし、合法的に天皇権限を押さえ込んだ。

## 研究史
政変の原因は征韓を主張する留守政府と、内治優先を主張する大久保利通らの政治的路線の違いが起こったというのが通説であったが、1970年代に毛利敏彦が西郷の意図は征韓にはなく、政変の主因は長州派・大久保派による江藤新平の追い落としが目的である権力闘争であるという主張を行い、議論が活発になった。姜範錫は西郷に自殺願望があったとしながらも、薩長派と土肥派の対立に主因があったと見ている。田村貞雄は毛利の論に反対してあくまで西郷は征韓論者であったとし、政変の本質は朝鮮問題であるとしている。家近良樹は、高橋秀直や勝田政治の研究によって政変に至る基本過程に関する史実はほぼ解明しえたとし、歴史学会の現状として毛利説の支持者は少ないとしている。